# Apatura nana
Apatura nana är en fjärilsart som beskrevs av Otto Staudinger 1889. Apatura nana ingår i släktet Apatura och familjen praktfjärilar. Inga underarter finns listade i Catalogue of Life.